# Huang Sui
Huang Sui (chiń. upr. 黄穗; chiń. trad. 黃穗; pinyin Huáng Suì; ur. 8 stycznia 1982 w Hunan) – chińska badmintonistka, medalistka Igrzysk Olimpijskich. 